# Colorado Buffaloes football
La squadra di football dei Colorado Buffaloes rappresenta la University of Colorado Boulder. I Buffaloes competono nella Football Bowl Subdivision (FBS) della National Collegiate Athletics Association (NCAA) e nella Big 12 Conference. La stagione 2023 è stata la prima per Deion Sanders come capo-allenatore. La squadra ha vinto un titolo nazionale nel 1990 e ha avuto nelle proprie file due vincitori dell'Heisman Trophy: Rashaan Salaam nel 1994 e Travis Hunter nel 2024.

## Campioni nazionali 1990
Colorado vinse il suo primo titolo nazionale nel 1990 sotto la direzione del capo-allenatore Bill McCartney (1982–94). Il titolo nazionale fu diviso con Georgia Tech, campione secondo la United Press International, mentre Colorado era stata selezionata da Associated Press e Football Writers Association of America. I maggiori argomenti contro Colorado furono che la squadra aveva un pareggio e una sconfitta, mentre Georgia Tech un pareggio e nessuna sconfitta, e la vittoria "ingiusta" di Colorado nella gara nota come "Fifth Down Game" contro Missouri.
| Posizione | Scuola            | Record (V-S-N) | Punti |
| 1         | Colorado (39)     | 11-1-1         | 1,475 |
| 2         | Georgia Tech (20) | 11-0-1         | 1.441 |
| 3         | Miami (FL) (1)    | 10-2-0         | 1.388 |
| 4         | Florida State     | 10-2-0         | 1.303 |
| 5         | Washington        | 10-2-0         | 1.246 |

## Premi individuali

### Finalisti dell'Heisman Trophy
| Anno | Nome           | Ruolo | Posizione | Punti |
| 1937 | Byron White    | HB    | 2º        | 264   |
| 1961 | Joe Romig      | OG/LB | 6º        | 279   |
| 1989 | Darian Hagan   | QB    | 5º        | 242   |
| 1990 | Eric Bieniemy  | TB    | 3º        | 798   |
| 1994 | Rashaan Salaam | TB    | 1º        | 1743  |
| 2024 | Travis Hunter  | WR/CB | 1º        | 2231  |

### Membri della College Football Hall of Fame
- Byron White (1952)
- Joe Romig (1984)
- Dick Anderson (1993)
- Bobby Anderson (2006)
- Alfred Williams (2010)

### Numeri ritirati
- 2 - Shedeur Sanders
- 11 - Bobby Anderson
- 12 - Travis Hunter
- 19 - Rashaan Salaam
- 24 - Byron White
- 67 - Joe Romig